# Goussaut de Thoury
Goussaut de Thoury est né vers 1337 et mort en 1380 à Thoury. Chevalier, seigneur du Bourbonnais, il est seigneur de Thoury-sur-Besbre (actuellement sur la commune de Saint-Pourçain-sur-Besbre), de Thoury-sur-Allier (actuellement sur la commune de Neuvy), de Vernuces, de Ronnet, de Pringy, de Lochy, de Broces, de Prunay, de la Renardière, de Montagor, d'Origny.

## Biographie
Goussaut est responsable en 1366 d’une guerre féodale, s’unissant avec Jean dit "Arpin" de Thoury (alias Arpin d'Origny son parent[précision nécessaire]) et Pierre de Troussebois et d'autres nobles des environs, contre Hugues de Bouquetraud, dernier seigneur de Bouquetraud. La même année, il emprisonne dans son château de Thoury son ennemi personnel, Renaud de La Motte (alias : de La Monte).
Maître des Eaux et Forêts du Bourbonnais, il est aussi en 1374 l’un des quatre membres fondateurs de la nouvelle Chambre des comptes de Moulins. Il fut accusé par cette même Chambre des Comptes de malversation ; en effet il avait avec l’argent de la recette des Eaux et Forêts du Bourbonnais acheté des biens dans les châtellenies de Verneuil-en-Bourbonnais et de Hérisson. Le duc Louis II lui laissa néanmoins l’usufruit des biens détournés en 1377.
Très pieux, Goussaut de Thoury est le principal fondateur de l’église et du couvent des pères des Carmes de Moulins, où il est enterré en 1380 avec son épouse Catherine de Baserne de Champeroux (issue de la Maison de Toucy) († 1372). À la suite d'un procès-verbal en 1663, il est reconnu comme seul véritable fondateur du couvent.
Il est autorisé par le duc à acheter le 6 février 1359 le donjon de Ronnet dans la châtellenie de Hérisson à Jehan, sire de Repenti, chevalier, pour la somme de 400 deniers d’or.
Ce seigneur du Moyen-Âge n'est pas rattaché aux familles actuelles portant le même patronyme.

## Armes
Goussot de Thoury porte :
"d'argent à deux fasces de gueules, accompagné de sept merlettes du même, quatre rangées en chef et trois en pointe en deux et un"

Catherine de Baserne de Champeroux, fille de Guillaume de Baserne, sieur de Champeroux et issue d'une branche de la famille de Toucy dite de Baserne, aussi ces armes sont-elle presque les mêmes que les Toucy avec une brisure : la Maison de Toucy porte elle-même les armes de celle de Châtillon-sur-Marne dont elle est issue[réf. nécessaire], et les brise de quatre merlettes en chef d'or.
"de gueules, à trois pals de vair au chef d'argent chargé d'une fleur de lys au pied nourri, de sable". L'illustration jointe présente un chef d'or et non d'argent...

## Sources
- Armorial de la Noblesse de France d'Aurillac (1855)
- Aveux de Belleperche (registre 410, 460 et 464)
- Château, fiefs, mottes, maisons fortes et manoirs en Bourbonnais de René Germain (2004)
- Archives du Bourbonnais